# Pierrepont-sur-l'Arentèle
Pierrepont-sur-l'Arentèle é uma comuna francesa na região administrativa do Grande Leste, no departamento de Vosges. Estende-se por uma área de 6.23 km². Em 2010 a comuna tinha 135 habitantes (densidade: 21,7 hab./km²).